# Emir Lokmić
Emir Lokmić, né le 23 décembre 1997 en Sarajevo, est un skieur alpin bosnien.

## Biographie
Il fait ses débuts dans les courses de la FIS lors de la saison 2013-2014, où il prend part notamment aux Championnats du monde junior à Jasná. En 2015, il se classe notamment 21e du slalom au Festival olympique de la jeunesse européenne à Malbun. En 2015, il aussi participant des Championnats du monde à Beaver Creek, à l'âge de 17 ans, pour se classer 78e du slalom géant. Un an plus tard, il est au départ de sa première manche de Coupe du monde à l'occasion du slalom géant de Kranjska Gora.
En 2018, il fait partie des quatre membres de l'équipe bosnienne pour les Jeux olympiques de Pyeongchang. Il n'y termine ni le slalom géant, ni le slalom spécial.
Aux Championnats du monde 2021, à Cortina d'Ampezzo, il réalise sa meilleure performance dans l'élite, terminant 28e du slalom géant, soit le premier top 30 pour un bosnien dans cette discipline aux Mondiaux.
En 2022, il est participant à ses deuxièmes jeux olympiques à Pékin, où il dispute le slalom géant, dont il prend la 29e place de la première manche, mais chute lors de la deuxième manche.

## Palmarès

### Jeux olympiques d'hiver
| Épreuve / Édition   | Slalom géant | Slalom  |
| JO 2018 Pyeongchang | Abandon      | Abandon |
| JO 2022 Pékin       | Abandon      |         |

### Championnats du monde
| Épreuve / Édition | Beaver Creek 2015 | St.-Moritz 2017 | Åre 2019 | Cortina d'Ampezzo 2021 |
| Slalom géant      | 78e               | Abandon         | Abandon  | 28e                    |
| Slalom            | -                 | Disqualifié     | 56e      | Abandon                |